# Новоандрієвка (Бурабайський район)
Новоандрі́євка (каз. Новоандреевка) — село у складі Бурабайського району Акмолинської області Казахстану. Входить до складу Златопольського сільського округу.
Населення — 54 особи (2021; 122 у 2009, 297 у 1999, 319 у 1989).
Національний склад станом на 1989 рік:
- росіяни — 63 %;
- казахи — 23 %.